# Kohlberg (Garmersreuth)
Der Kohlberg ist eine 528 m ü. NHN hohe Erhebung in der inneren Fichtelgebirgs-Hochebene. Er liegt in der Gemarkung Leimata beim oberfränkischen Garmersreuth im bayerischen Landkreis Wunsiedel im Fichtelgebirge. Der bewaldete Berg besteht aus Nordwest- (528 m) und Südostkuppe (524 m).

## Geographische Lage
Der Kohlberg erhebt sich im Südostteil des Fichtelgebirges im Osten des Naturparks Fichtelgebirge. Sein im Stadtgebiet von Arzberg gelegener Gipfel liegt 1 km südsüdwestlich von Garmersreuth und 2,1 km nordwestlich von Seußen, zwei Ortsteilen von Arzberg, sowie 1,2 km nördlich von Korbersdorf, einem Ortsteil von Marktredwitz, und 1,7 km südöstlich von Grafenreuth, einem Ortsteil von Thiersheim. Der Berg wird im Süden vom Röslau-Zufluss Leimatbach passiert.
Jenseits der östlich verlaufenden Bundesstraße 303 liegt beim Arzberger Kernort in 3,7 km Entfernung ein weiterer Kohlberg (633 m).

## Karten
- Fritsch Wanderkarte, 1:50.000, Fichtelgebirge-Steinwald